# 국제양자분자과학원
국제양자분자과학원(International Academy of Quantum Molecular Science, IAQMS)은 화학 및 화학물리학에 대한 양자론의 모든 응용 분야를 다루는 국제 과학 학회이다. 1967년 망통에서 설립되었다. 설립 멤버는 레이몬드 도델, 페르-올로브 뢰딘, 로버트 파, 존 포플 및 베르나르 풀먼이었다. 이 학원의 설립은 루이 드 브로이의 지원을 받았다.
원래 학원은 65세 미만의 정회원 25명으로 구성되었다. 이 수는 나중에 30명으로, 그리고 다시 35명으로 늘어났다. 65세 이상의 회원은 수에 제한이 없다. 회원들은 "양자화학의 광범위한 분야, 즉 양자역학을 분자 및 고분자 연구에 적용하는 분야에서 과학적 업적의 가치, 선구자 또는 학파의 리더 역할로 두각을 나타낸 모든 국가의 과학자들 중에서 선택된다." 2006년 현재 학원은 90명의 회원으로 구성되어 있다. 학원은 3년마다 국제 양자화학 학술대회를 개최한다.
학원은 선구적이고 중요한 공헌으로 두각을 나타낸 과학계의 젊은 회원에게 메달을 수여한다. 이 상은 1967년부터 매년 수여되고 있다.

## 회장
창설 이래 학원의 회장 및 부회장:
| 연도                | 회장                     | 부회장                   |
| ------------------- | ------------------------ | ------------------------ |
| 1967–1970 1970–1973 | 레이몬드 도델            | 페르-올로브 뢰딘         |
| 1973–1976 1976–1979 | 베르나르 풀먼            | 로버트 파                |
| 1979–1982 1982–1985 | 페르-올로브 뢰딘         | 알베르테 풀먼            |
| 1985–1988 1988–1991 | 알베르테 풀먼            | 존 포플                  |
| 1991–1994 1994–1997 | 로버트 파                | 모로쿠마 케이지          |
| 1997–2000           | 존 포플                  | 시그리드 D. 페이어림호프 |
| 2000-2003           | 모로쿠마 케이지          | 시그리드 D. 페이어림호프 |
| 2003-2006           | 모로쿠마 케이지          | 페카 퓌코                |
| 2006-2009           | 시그리드 D. 페이어림호프 | 페카 퓌코                |
| 2009-2012           | 페카 퓌코                | 요제프 미흘              |
| 2012-2015 2015-2018 | 요제프 미흘              | 구스타보 스쿠세리아      |
| 2018-2021 2021-2023 | 오딜 아이젠스타인        | 슈아이 즈강              |
| 2023-2026           | 구스타보 스쿠세리아      | 요아힘 자우어            |

## 회원
- 루드비크 아다모비치
- 알리 알라비
- 밀라드 H. 알렉산더
- 장-마리 앙드레
- 에베르트-얀 바에런츠
- 빈센초 바로네
- 로드니 J. 바틀렛
- 미하일 V. 바실렙스키
- 악셀 D. 베케
- 조엘 M. 보먼
- 장-뤽 브레다스
- 리아 브뢰르-브람
- A. 데이비드 버킹엄
- 키에론 버크
- 페트르 카르스키
- 에밀리 A. 카터
- 로렌츠 S. 케더바움
- 데이비드 M. 세펄리
- 가넷 킨-릭 찬
- 이르지 치제크
- 데이비드 클래리
- 엔리코 클레멘티
- 어니스트 R. 데이비드슨
- 볼프강 돔케
- 톰 더닝 주니어
- 미셸 뒤퓌
- 오딜 아이젠스타인
- 지아리 가오
- 위르겐 가우스
- 피터 길
- 윌리엄 A. 고다드 3세
- 레티시아 곤살레스
- 마크 S. 고든
- 스테판 그림
- 조지 G. 홀
- 샤론 함메스-시퍼
- 마틴 헤드-고든
- 트리그베 헬가커
- 에릭 J. 헬러
- 히라오 키미히코
- 히라타 소
- 로알드 호프만
- 켄달 N. 호크

- 보구밀 예지오르스키
- 폴 예르겐센
- 윌리엄 L. 예르겐센
- 조슈아 조트너
- 마르틴 카르플루스
- 김광수
- 빔 클로퍼
- 피터 놀스
- 로니 코슬로프
- 게오르크 크레세
- 안나 크릴로프
- 베르너 쿠첼니히
- 롤랑 르페브르
- 윌리엄 A. 레스터
- 라파엘 D. 레바인
- 멜 레비
- 리 수화
- 얀 에리크 린데르베르크
- 류 원젠
- 장-클로드 로르케
- 낸시 마크리
- 장-폴 말리외
- 데이비드 E. 마놀로풀로스
- 루돌프 마커스
- 토드 J. 마르티네스
- 로이 맥위니
- 베네데타 멘누치
- 빌프리트 E. 마이어
- 요제프 미흘
- 윌리엄 H. 밀러
- 데바시스 무케르지
- 나가쿠라 사부로
- 나가세 시게루
- 나카쓰지 히로시
- 프랭크 니스
- 빌렘 C. 니우포르트
- 예브게니 E. 니키틴
- 요제프 노가
- 마르셀 누이젠
- 크리스티안 옥센펠트
- 예페 올센
- 요제프 팔두스

- 미켈레 파리넬로
- 루벤 파운츠
- 존 P. 퍼듀
- 시그리드 D. 페이어림호프
- 피오트르 피에추흐
- 피터 풀레이
- 페카 퓌코
- 레오 라돔
- 크리슈난 라가바차리
- 마크 A. 래트너
- 줄리아 라이스
- 마이클 A. 로브
- 클레멘스 C. J. 루트하안
- 우르술라 뢰슬리스베르거
- 클라우스 루덴베르크
- 리오넬 살렘
- 트론 사우에
- 안드레아스 사빈
- 헨리 F. 섀퍼 3세
- 조지 C. 샤츠
- H. 베른하르트 슐레겔
- 피터 슈베르트페거
- 구스타보 E. 스쿠세리아
- 사손 샤이크
- 슈아이 즈강
- 페르 E. M. 시그반
- 존 F. 스탠턴
- 페테르 살라이
- 크쉬슈토프 샤레비치
- 텐노 세이이치로
- 발터 티엘
- 야코포 토마시
- 도널드 G. 트루라
- 존 툴리
- 미로슬라프 우르반
- 아드 판 데르 아보이르트
- 알랭 베야르
- 루크 피셔
- 그레고리 보스
- 아리에 와르셸
- 한스-요아힘 베르너
- 양 웨이타오
- 루돌프 자흐라드니크

### 사망한 회원
- 라인하르트 알리흐스
- 데이비드 R. 베이츠
- S. 프랜시스 보이스
- 루이 드 브로이
- 찰스 A. 쿨슨
- 데이비드 P. 크레이그
- 알렉산더 달가르노
- 레이몬드 도델
- 알렉산더 S. 다비도프
- 마이클 J. S. 듀어
- 헨리 아이링
- 잉가 피셔-얄마르스
- 블라디미르 알렉산드로비치 포크
- 후쿠이 겐이치
- 레죄 가슈파르
- 니콜라스 C. 핸디
- 헤르만 하르트만
- 에드가 하일브로너

- 발터 하이틀러
- 게르하르트 헤르츠베르크
- 조지프 O. 히르슈펠더
- 에리히 휘켈
- 프리드리히 훈트
- 마이클 카샤
- 카토 시게키
- 월터 콘
- 브워지미에시 콜로스
- 고타니 마사오
- 야로슬라프 코우테츠키
- 존 C. 라이트
- 윌리엄 N. 립스콤
- H. 크리스토퍼 롱게트-히긴스
- 페르-올로브 뢰딘
- 프레드릭 A. 매트센
- 하든 M. 맥코넬
- 모로쿠마 케이지

- 로버트 멀리컨
- 로버트 파
- 라이너스 폴링
- 존 포플
- 알베르테 풀먼
- 베르나르 풀먼
- 비외른 올라프 루스
- 카미유 산도르피
- 폴 폰 라귀 슐라이어
- 에올로 스크로코
- 이사야 샤비트
- 마시모 시모네타
- 존 C. 슬레이터
- 탕 아우친
- 에드워드 텔러
- 존 H. 반 블렉
- E. 브라이트 윌슨
- 톰 치글러